# سد بدوه
سد بدوه (به عربی: سد بدوة) یک سد و منطقهٔ مسکونی در عربستان سعودی است که در استان عسیر واقع شده‌است.